# Siska (film)
Siska är en svensk dramafilm från 1962 i regi av Alf Kjellin.

## Handling
Siska är läkarkandidat och bor i ett hyreshus för ensamstående kvinnor som drivs av en kvinnostiftelse. Hon är en 30-årig, modern kvinna, som sätter högt värde på sin självständighet. Sjukhusarbetet upptar det mesta av hennes tid, och i hennes liv verkar inte finnas planer på vare sig fast förhållande eller familj. På ett tunnelbanetåg har hon träffat Bo, hårt ansatt av en manipulerande mamma och en ytlig fästmö. Det ledde till en bekantskap som utvecklades under en kortare tid.
Filmen utspelar sig i nutid, under deras andra möte, varvat med många återblickar till deras första period tillsammans. I mellanperioden har Bo hunnit lämna sin fästmö (som följd av mötet med Siska), och har med stora ambitioner rest till Sydafrika på ett uppdrag som blev ett något misslyckat försök att göra nytta i tredje världen. Efter hemkomsten söker han upp Siska igen och försöker vinna hennes hjärta. Återföreningen tycks dock inte leda till att de kommer varandra tillräckligt nära för att inleda ett seriöst förhållande, vilket är vad Bo önskar.

## Om filmen
Filmen spelades in i Filmstaden Råsunda. Manus skrevs av Ulla Isaksson och Vilgot Sjöman, med titeln Friare färd eller De små mullvadarna.

## Roller i urval
- Harriet Andersson -  Siska Olofsson
- Lars Ekborg - Bo Myrman
- Mona Malm - Louise (fästmön)
- Gertrud Fridh - Annabella Myrman (mamman)
- Tor Isedal - Roland, "Jägaren"
- Jessie Flaws - Lillemor
- Björn Gustafson - en lumparkompis